# アンドリュー・ローレンス
アンドリュー・ローレンス（Andrew Lawrence, 1988年1月12日 - ）は、アメリカ合衆国の俳優、元子役である。

## 来歴
1988年、ペンシルバニア州南東のフィラデルフィアに生まれる。兄のジョーイ・ローレンスとマシュー・ローレンスもそれぞれ俳優として活動している。父親は保険ブローカーで、母親はタレントのマネージャー。
3歳の頃に子役としてキャリアをスタートさせ、日本でもかつてNHK教育テレビで放送されたシチュエーション・コメディドラマ『ブロッサム』でテレビデビュー。その後、ローワン・アトキンソン主演の『ビーン』や『ジャック・フロスト/ パパは雪だるま』などへ出演してキャリアを積んでいく。現在も精力的にテレビドラマや映画で活動を続けており、声優としてもいくつかの作品へ出演している。

## 出演作品

### 映画
- Cries Unheard: The Donna Yaklich Story (1994) ※テレビ映画
- ジャンクション White Man's Burden (1995)
- Prince for a Day (1995)
- Brothers of the Frontier (1996) ※テレビ映画
- Deadly Web (1996) ※テレビ映画
- ビーン Bean (1997)
- ジャック・フロスト Jack Frost (1998)
- 僕らの幸せ計画進行中 Young Hearts Unlimited (1998) ※テレビ映画
- Family Tree (1999)
- モンタナの風に吹かれたら Horse Sense (1999) ※テレビ映画
- もうひとりの僕 クローンは優等生 The Other Me (2000) ※テレビ映画
- 俺たちサバイバー Jumping Ship (2001)
- 山猫は眠らない3/ 決別の照準 Sniper 3 (2004) ※ビデオ作品
- 1%のハンデ Going to the Mat (2004) ※テレビ映画
- 踏み切り Fingerprints (2006)
- The Least of These (2008)
- Chasing a Dream (2009) ※テレビ映画
- ボーンズ Bones (2010)
- Shadow on the Mesa (2013) ※テレビ映画
- Confessions of a Womanizer (2014)

### アニメ映画
- リセス 〜ぼくらの夏休みを守れ!〜 Recess: School's Out (2001)
- Recess Christmas: Miracle on Third Street (2001)
- Recess: All Growed Down (2003) ※ビデオ作品

### テレビドラマ
- ブロッサム Blossom (1991, 1993, 1994)
- Tom (1994)
- ローマン・ブラザース Brotherly Love (1995 - 1997)
- タッカー Tucker (2000)
- 堕ちた弁護士 -ニック・フォーリン- The Guardian (2002)
- I☆LOVE!オリバー Oliver Beene (2003 - 2004)
- On-Air with Ryan Seacrest (2004)
- ランナウェイ Runaway (2006, 2008)
- BONES Bones (2008)
- ユナイテッド・ステイツ・オブ・タラ United States of Tara (2009)
- クローザー The Closer (2009)
- CSI:ニューヨーク CSI: NY (2009)
- メル&ジョー 好きなのはあなたでしょ? Melissa & Joey (2011, 2014)
- キャッスル 〜ミステリー作家は事件がお好き Castle (2011)
- HAWAII FIVE-0 Hawaii Five-0 (2013〜2020)
- パーセプション 天才教授の推理ノート Perception (2014)
- CSI:サイバー CSI: Cyber (2015)

### テレビアニメ
- Adventures from the Book of Virtues (1996)
- ライオンハーツ The Lionhearts (1998)
- リセス 〜ぼくらの休み時間〜 Recess (1998 - 2001)
- キング・オブ・ザ・ヒル King of the Hill (2000)
- The Kids from Room 402 (2000 - 2001)
- ジンジャーの青春日記 As Told by Ginger (2001)
- The Zeta Project (2002)
- ロイド・イン・スペース Lloyd in Space (2003)

### ビデオゲーム
- バトルフィールド4 Battlefield 4 (2013)
- デッドライジング3 Dead Rising 3 (2013)
- アメイジング・スパイダーマン2 The Amazing Spider-Man 2 (2014)
- ニード・フォー・スピード ヒート (2019)